# Josip Fuček
Josip Fuček (Zagabria, 26 febbraio 1985) è un calciatore croato, attaccante dello Zelengaj Zagabria.

## Palmarès

### Individuale
- Capocannoniere della Coppa di Croazia: 1

2008-2009 (6 reti)